# Tournoi masculin de football aux Jeux olympiques d'été de 2004
Pour un article plus général, voir Football aux Jeux olympiques d'été de 2004.
Navigation
Sydney 2000 Pékin 2008
Le tournoi masculin de football aux Jeux olympiques d'été de 2004 se tient à Athènes et dans quatre autres villes en Grèce, du 11 au 28 août 2004. Les fédérations affiliées à la FIFA participent par le biais de leur équipe de moins de 23 ans aux épreuves de qualification, à partir desquels 15 équipes, auxquelles s'ajoute la nation hôte, rejoignent le tournoi final. Les équipes masculines peuvent inscrire en plus jusqu'à trois joueurs ayant atteint l'âge de 23 ans.
Ce tournoi ne dispose pas de la même aura que les compétitions de football proposées par la FIFA ou l'UEFA car ce ne sont pas les sélections premières qui y participent. De plus, les continents où se trouvent les équipes les plus fortes disposent d'un quota de places moindre, ce qui fait que le tournoi ne reflète pas la qualité du football international.

## Qualification
Chaque comité national olympique peut engager une seule équipe dans la compétition.
| Compétition                                        | Date            | Lieu      | Places | Qualifiés                            |
| -------------------------------------------------- | --------------- | --------- | ------ | ------------------------------------ |
| Pays organisateur                                  |                 |           | 1      | Grèce                                |
| Tournoi pré-olympique masculin de la CONMEBOL 2004 | 25 janvier 2004 | Chili     | 2      | Argentine Paraguay                   |
| Euro espoirs 2004                                  | 8 juin 2004     | Allemagne | 3      | Italie Serbie et Monténégro Portugal |
| Tournoi pré-olympique CAF                          | 28 mars 2004    | Itinérant | 4      | Ghana Mali Maroc Tunisie             |
| Tournoi pré-olympique OFC                          | 30 janvier 2004 | Itinérant | 1      | Australie                            |
| Tournoi pré-olympique CONCACAF                     | 12 février 2004 | Mexique   | 2      | Mexique Costa Rica                   |
| Tournoi pré-olympique AFC                          | 18 mars 2004    | Itinérant | 3      | Irak Japon Corée du Sud              |
| Total                                              |                 |           | 16     |                                      |

## Villes et stades retenus
Six stades ont été retenus pour organiser cette compétition :
| Athènes                                            | Athènes            | Héraklion           |
| -------------------------------------------------- | ------------------ | ------------------- |
| Stade olympique d'Athènes                          | Stade Karaïskakis  | Stade Pankritio     |
| 69 618 places                                      | 33 296 places      | 26 240 places       |
| Stade olympique d'Athènes                          | Stade Karaïskaki   |                     |
| \| Athènes Héraklion Patras Thessalonique Volos \| |                    |                     |
| Patras                                             | Thessalonique      | Volos               |
| Stade Pampeloponnisiako                            | Stade Kaftanzoglio | Stade Panthessaliko |
| 23 500 places                                      | 28 028 places      | 21 700 places       |
| Stade Panthessaliko                                | Stade Kaftanzoglio |                     |
| Athènes Héraklion Patras Thessalonique Volos       |                    |                     |

Le Stade olympique d'Athènes accueille la cérémonie d'ouverture des Jeux olympiques ainsi que la finale de la compétition.

## Arbitres officiels
| Confédération | Arbitres               |
| ------------- | ---------------------- |
| AFC           | Subkhiddin Mohd Salleh |
| CAF           | Essam Abd El Fatah     |
| CAF           | Divine Evehe           |
| CONCACAF      | Benito Archundia       |
| CONCACAF      | Carlos Batres          |
| CONMEBOL      | Horacio Elizondo       |
| CONMEBOL      | Carlos Torres          |
| CONMEBOL      | Jorge Larrionda        |

| Confédération | Arbitres          |
| ------------- | ----------------- |
| OFC           | Charles Ariiotima |
| UEFA          | Massimo De Santis |
| UEFA          | Claus Bo Larsen   |
| UEFA          | Éric Poulat       |
| UEFA          | Kyros Vassaras    |

## Tournoi olympique

### Premier tour
Les deux premiers de chaque groupe se qualifient pour les quarts de finale.

#### Groupe A
| Rang | Équipe       | Pts | J | G | N | P | Bp | Bc | Diff |
| ---- | ------------ | --- | - | - | - | - | -- | -- | ---- |
| 1    | Mali         | 5   | 3 | 1 | 2 | 0 | 5  | 3  | +2   |
| 2    | Corée du Sud | 5   | 3 | 1 | 2 | 0 | 6  | 5  | +1   |
| 3    | Mexique      | 4   | 3 | 1 | 1 | 1 | 3  | 3  | 0    |
| 4    | Grèce        | 1   | 3 | 0 | 1 | 2 | 4  | 7  | -3   |

|  | Qualifié pour le deuxième tour de la compétition.                                                                  |
|  | Pts points ; G victoires ; N match nuls ; P défaites Bp buts marqués ; Bc buts encaissés ; Diff différence de buts |

#### Groupe B
| Rang | Équipe   | Pts | J | G | N | P | Bp | Bc | Diff |
| ---- | -------- | --- | - | - | - | - | -- | -- | ---- |
| 1    | Paraguay | 6   | 3 | 2 | 0 | 1 | 6  | 5  | +1   |
| 2    | Italie   | 4   | 3 | 1 | 1 | 1 | 5  | 5  | 0    |
| 3    | Ghana    | 4   | 3 | 1 | 1 | 1 | 4  | 4  | 0    |
| 4    | Japon    | 3   | 3 | 1 | 0 | 2 | 6  | 7  | -1   |

|  | Qualifié pour le deuxième tour de la compétition.                                                                  |
|  | Pts points ; G victoires ; N match nuls ; P défaites Bp buts marqués ; Bc buts encaissés ; Diff différence de buts |

#### Groupe C
| Rang | Équipe               | Pts | J | G | N | P | Bp | Bc | Diff |
| ---- | -------------------- | --- | - | - | - | - | -- | -- | ---- |
| 1    | Argentine            | 9   | 3 | 3 | 0 | 0 | 9  | 0  | +9   |
| 2    | Australie            | 4   | 3 | 1 | 1 | 1 | 6  | 3  | +3   |
| 3    | Tunisie              | 4   | 3 | 1 | 1 | 1 | 4  | 5  | -1   |
| 4    | Serbie et Monténégro | 0   | 3 | 0 | 0 | 3 | 3  | 14 | -11  |

|  | Qualifié pour le deuxième tour de la compétition.                                                                  |
|  | Pts points ; G victoires ; N match nuls ; P défaites Bp buts marqués ; Bc buts encaissés ; Diff différence de buts |

#### Groupe D
| Rang | Équipe     | Pts | J | G | N | P | Bp | Bc | Diff |
| ---- | ---------- | --- | - | - | - | - | -- | -- | ---- |
| 1    | Irak       | 6   | 3 | 2 | 0 | 1 | 7  | 4  | +3   |
| 2    | Costa Rica | 4   | 3 | 1 | 1 | 1 | 4  | 4  | 0    |
| 3    | Maroc      | 4   | 3 | 1 | 1 | 1 | 3  | 3  | 0    |
| 4    | Portugal   | 3   | 3 | 1 | 0 | 2 | 6  | 9  | -3   |

|  | Qualifié pour le deuxième tour de la compétition.                                                                  |
|  | Pts points ; G victoires ; N match nuls ; P défaites Bp buts marqués ; Bc buts encaissés ; Diff différence de buts |

### Tableau final
|  | Quarts de finale             | Quarts de finale             |                              |                              | Demi-finales           | Demi-finales           |   |  | Finale                 | Finale                 |
|  | Quarts de finale             | Quarts de finale             |                              |                              | Demi-finales           | Demi-finales           |   |  | Finale                 | Finale                 |
|  |                              |                              |                              |                              |                        |                        |   |  |                        |                        |
|  | 21 août 2004 - Athènes       | 21 août 2004 - Athènes       |                              |                              | 24 août 2004 - Athènes | 24 août 2004 - Athènes |   |  | 28 août 2004 - Athènes | 28 août 2004 - Athènes |
|  | 21 août 2004 - Athènes       | 21 août 2004 - Athènes       |                              |                              | 24 août 2004 - Athènes | 24 août 2004 - Athènes |   |  | 28 août 2004 - Athènes | 28 août 2004 - Athènes |
|  | Mali                         | 0                            |                              |                              | 24 août 2004 - Athènes | 24 août 2004 - Athènes |   |  | 28 août 2004 - Athènes | 28 août 2004 - Athènes |
|  | Mali                         | 0                            |                              |                              | 24 août 2004 - Athènes | 24 août 2004 - Athènes |   |  | 28 août 2004 - Athènes | 28 août 2004 - Athènes |
|  | Italie                       | 1 ap                         |                              |                              | 24 août 2004 - Athènes | 24 août 2004 - Athènes |   |  | 28 août 2004 - Athènes | 28 août 2004 - Athènes |
|  | Italie                       | 1 ap                         | Italie                       | 0                            |                        |                        |   |  | 28 août 2004 - Athènes | 28 août 2004 - Athènes |
|  | 21 août 2004 - Patras        |                              | Italie                       | 0                            |                        |                        |   |  | 28 août 2004 - Athènes | 28 août 2004 - Athènes |
|  |                              | Argentine                    | 3                            |                              |                        |                        |   |  | 28 août 2004 - Athènes | 28 août 2004 - Athènes |
|  | Argentine                    | Argentine                    | 3                            | 4                            |                        |                        |   |  | 28 août 2004 - Athènes | 28 août 2004 - Athènes |
|  | Argentine                    |                              |                              | 4                            |                        |                        |   |  | 28 août 2004 - Athènes | 28 août 2004 - Athènes |
|  | Costa Rica                   | 0                            |                              |                              |                        |                        |   |  | 28 août 2004 - Athènes | 28 août 2004 - Athènes |
|  | Costa Rica                   | 0                            | Argentine                    | 1                            |                        |                        |   |  |                        |                        |
|  | 21 août 2004 - Héraklion     |                              | Argentine                    | 1                            |                        |                        |   |  |                        |                        |
|  |                              | Paraguay                     | 0                            |                              |                        |                        |   |  |                        |                        |
|  | Irak                         | Paraguay                     | 0                            | 1                            |                        |                        |   |  |                        |                        |
|  | Irak                         | 24 août 2004 - Thessalonique |                              | 1                            |                        |                        |   |  |                        |                        |
|  | Australie                    | 0                            |                              |                              |                        |                        |   |  |                        |                        |
|  | Australie                    | 0                            | Irak                         | 1                            |                        |                        |   |  |                        |                        |
|  | 21 août 2004 - Thessalonique | 21 août 2004 - Thessalonique | Irak                         | 1                            | Match pour la 3e place | Match pour la 3e place |   |  |                        |                        |
|  | 21 août 2004 - Thessalonique | 21 août 2004 - Thessalonique |                              | Paraguay                     | Match pour la 3e place | Match pour la 3e place | 3 |  |                        |                        |
|  | Paraguay                     | 3                            | 27 août 2004 - Thessalonique | 27 août 2004 - Thessalonique |                        |                        | 3 |  |                        |                        |
|  | Paraguay                     | 3                            | 27 août 2004 - Thessalonique | 27 août 2004 - Thessalonique |                        |                        |   |  |                        |                        |
|  | Corée du Sud                 | 2                            |                              | Italie                       | 1                      |                        |   |  |                        |                        |
|  | Corée du Sud                 | 2                            |                              | Italie                       | 1                      |                        |   |  |                        |                        |
|  |                              |                              |                              |                              |                        |                        |   |  | Irak                   | 0                      |
|  |                              |                              |                              |                              |                        |                        |   |  | Irak                   | 0                      |

#### Match pour la médaille de bronze
| 27 août 2004 20:30 | Italie               | 1–0 | Irak | Stade Kaftanzoglio, Thessalonique Affluence : 5.203 Arbitre : Jorge Larrionda |
|                    | Alberto Gilardino 8' |     |      |                                                                               |
|                    | Report               |     |      |                                                                               |

#### Finale
| Finale       | Argentine | 1 – 0   | Paraguay | Stade Olympique, Athènes                        |                                                 |
| 28 août 2004 | Carlos Tévez 18e | (1 – 0) | | Spectateurs : 41 116 Arbitrage : Kyros Vassaras | Spectateurs : 41 116 Arbitrage : Kyros Vassaras |
| 28 août 2004 | Lux - Ayala , Coloccini, Mascherano, Heinze, Delgado (76' Rodríguez), Tévez, Kily, Rosales, D'Alessandro, Lucho Entraîneur : Marcelo Bielsa | Équipes | Barreto - Martínez, Manzur, Gamarra , Esquivel (76' González), Gimenez, Barreto (72' Cristaldo), Bareiro, Figueredo, Torres, Enciso (63' Díaz) Entraîneur : Carlos Jara Saguier | Spectateurs : 41 116 Arbitrage : Kyros Vassaras | Spectateurs : 41 116 Arbitrage : Kyros Vassaras |

## Bilan
Les 16 équipes présentes disputent un total de 32 rencontres dont 24 au premier tour. Un total de 101 buts sont marqués, soit 3,15 par match. L'affluence totale est de 401 415 spectateurs.

### Nombre d'équipes par confédération et par tour
| UEFA     | 4  | 1 | 1 |   |   |  |  |
| AFC      | 3  | 2 | 1 |   |   |  |  |
| CAF      | 4  | 1 |   |   |   |  |  |
| CONCACAF | 2  | 1 |   |   |   |  |  |
| CONMEBOL | 2  | 2 | 2 | 2 | 1 |  |  |
| OFC      | 1  | 1 |   |   |   |  |  |
| Total    | 16 | 8 | 4 | 2 | 1 |  |  |

### Classement de la compétition
| Rang                                | Nation               |
| ----------------------------------- | -------------------- |
| Médaille d'or, Jeux olympiques      | Argentine            |
| Médaille d'argent, Jeux olympiques  | Paraguay             |
| Médaille de bronze, Jeux olympiques | Italie               |
| 4                                   | Irak                 |
| 5                                   | Mali                 |
| 6                                   | Corée du Sud         |
| 7                                   | Australie            |
| 8                                   | Costa Rica           |
| 9                                   | Ghana                |
| 10                                  | Maroc                |
| 11                                  | Mexique              |
| 12                                  | Tunisie              |
| 13                                  | Japon                |
| 14                                  | Portugal             |
| 15                                  | Grèce                |
| 16                                  | Serbie et Monténégro |

### Classement des buteurs
| 8 buts - Carlos Tévez 5 buts - José Cardozo 4 buts - Alberto Gilardino - Tenema N'Diaye - Fredy Bareiro 3 buts - John Aloisi 2 buts - César Delgado - Ahmad Elrich - Stephen Appiah - Giannis Taralidis - Emad Mohammed - Hawar Mulla Mohammed - Salih Sadir - Yoshito Ōkubo - Shinji Ono - Omar Bravo - Bouabid Bouden - Cho Jae-Jin - Lee Chun-Soo - Ali Zitouni | 1 but - Andrés D'Alessandro - Gabriel Heinze - Kily González - Lucho González - Mariano González - Mauro Rosales - Javier Saviola - Tim Cahill - Pablo Brenes - Álvaro Saborío - José Villalobos - Emmanuel Pappoe - William Tiero - Dimitrios Papadopoulos - Ieroklis Stoltidis - Razzaq Farhan - Mahdi Karim - Younis Mahmoud - Cesare Bovo - Daniele De Rossi - Giampiero Pinzi - Yuki Abe - Daiki Takamatsu - Mamadi Berthe | 1 but - Rafael Márquez - Salaheddine Aqqal - Carlos Gamarra - Pablo Giménez - Aureliano Torres - Hugo Almeida - José Bosingwa - Ricardo Costa - Jorge Ribeiro - Cristiano Ronaldo - Miloš Krasić - Srđan Radonjić - Simon Vukčević - Kim Dong-jin - Kim Jung-woo - Clayton - Mohamed Jdidi 4 buts contre son camp - Loukas Vyntra contre la Corée du Sud - Adama Tamboura contre la Corée du Sud - Haidar Jabar contre le Portugal - Fernando Meira contre le Costa Rica |